# Plush (película)
Plush es una película de suspenso erótico estadounidense de 2013 dirigida por Catherine Hardwicke y coescrita por Arty Nelson, con música de Nick Launay y Ming Vauz. La película está protagonizada por Emily Browning, Xavier Samuel, Cam Gigandet, Dawn Olivieri, Thomas Dekker y Frances Fisher.

## Argumento
Después de perder a su compañero de banda y a su hermano por una sobredosis de drogas, la estrella del rock en ascenso Hayley se encuentra en una espiral descendente. Su segundo álbum, Plush, es recibido como un desastre comercial y de crítica. 
Encuentra nueva esperanza y amistad en Enzo, el guitarrista sustituto que lo inspira a alcanzar nuevas alturas creativas. Sin embargo, pronto su colaboración cruza la línea sexual y Hayley, que está casada y tiene dos hijos, retrocede ante los avances de Enzo. A medida que Hayley descubre poco a poco la oscura y problemática historia de Enzo, se da cuenta de que pudo haber dejado entrar a un loco en su casa y que su error puede costarle la vida a las personas más cercanas a ella.

## Reparto
- Emily Browning como Hayley
- Xavier Samuel como Enzo
- Cam Gigandet como Carter
- Dawn Olivieri como Annie
- Thomas Dekker como Jack
- Frances Fisher como Camila
- Elizabeth Peña como Dra. López
- Brandon Jay McLaren como Butch Hopkins/Escritor
- Marlene Forte como Dra. Ortiz
- Bradley Metcalf, Jack Metcalf y Travis Metcalf como los gemelos
- Kennedy Waite como Lila
- Steven Asbury como Donnie/baterista
- Marcus AK Andersson como Diego/bajista
- James Kyson como fanático de abrigo y corbata
- Indira G. Wilson como conductora de limusina
- Caitlin Bray como la hermana de Enzo

## Producción
En 2012, Hardwicke anunció sus intenciones de filmar Plush, basándose en un guion que escribió con Arty Nelson.  IM Global fue nombrado financiador de la película,  que protagonizaría Emily Browning como personaje principal. 
Las fotografías teaser y los carteles se publicaron en el sitio web oficial en agosto de 2013. 

## Novela
Plush: A Novel, escrita por Kate Crash, es una novela publicada el 27 de julio de 2013, que está basada en la película del mismo nombre. Relata la historia del film, además de explorar los nueve años previos a los eventos que se desarrollan en él. Kate Crash también contribuyó con varias canciones a la banda sonora de la película.

## Banda sonora
Plush The Movie: Original Motion Picture Soundtrack fue un álbum de 2013.  La partitura y la banda sonora fueron producidas por el productor de post-punk alternativo Nick Launay y el cantautor Ming Vauz (Sleepmask). La banda sonora, concebida inicialmente como una fuerza dramática para impulsar la trama de la película, incluía música escrita e interpretada por Gary Numan (sin acreditar), Julian Shah-Tayler, Storm Large, Kate Crash, Anomie Belle y Devix Szell. Los actores principales, Xavier Samuel, Emily Browning y Thomas Dekker, realizaron interpretaciones vocales para sus respectivos temas.

## Recepción
La recepción crítica de Plush fue predominantemente negativa. A 2020, la película tiene un índice de aprobación del 33% en Rotten Tomatoes, según seis reseñas con una calificación promedio de 4,12/10.  Christy Lemire le dio a la película media estrella y la criticó como "inauténtica en todo momento".  Por el contrario, IndieWire le dio a la película una "B+", comentando que, aunque Plush no era "un gran arte", sí "se comprometió plenamente y cumplió con el coraje de sus convicciones". 